# حيدر لازم
حيدر علي لازمي ( (بالعربية: حيدر علي لازم)؛ من مواليد 1 يوليو 1975 في بغداد ) هو لاعب جودو عراقي متقاعد شارك في فئة الوزن الثقيل للرجال.  قام بتمثيل العراق في دورة الألعاب الأولمبية الصيفية لعام 2004 ، وتدرب طوال مسيرته الرياضية في كل من سوريا واليابان كجزء من جهود الحكومة لدعم عملية إعادة إعمار البلاد من الحرب. 
تأهل لازم لفئة الوزن الثقيل للرجال (+100 كجم) في دورة الألعاب الأولمبية الصيفية لعام 2004 في أثينا من خلال الحصول على فتحة دخول من الاتحاد الدولي للجودو.   وخرج في وقت مبكر من المباراة الافتتاحية أمام الكازاخستاني يلدوس إيكسانغالييف، الذي سجل إيبون وأوتشي ماتا مباشرة في غضون تسع ثوان.  كما تم تعيين لازمي كحامل للعلم العراقي من قبل اللجنة الأولمبية الوطنية في حفل الافتتاح. 

## روابط خارجية
- حيدر لازم على JudoInside.com